# MSConfig
MSConfig, System Configuration Utility – program narzędziowy zawarty w systemach operacyjnych rodziny Microsoft Windows z wyjątkiem Windows 2000 (użytkownicy tego systemu mogą go pobrać ze strony internetowej firmy Microsoft). Program umożliwia:
1. dokonanie wyboru trybu uruchamiania:
  - normalne – ładuje wszystkie sterowniki urządzeń i usług
  - diagnostyczne – ładuje tylko podstawowe sterowniki urządzeń i usługi
  - selektywne – pozwala na ręczny wybór uruchamianych elementów
2. edycję plików:
  - SYSTEM.INI
  - WIN.INI
  - BOOT.INI
3. dokonanie selekcji uruchamianych usług – pozwala na włączenie lub wyłączenie takich usług systemu jak m.in.:
  - Aktualizacje Automatyczne
  - Plug and Play
  - Harmonogram Zadań
  - Telnet
4. edycję listy uruchamianych aplikacji (w tym części z folderu Autostart) – ta funkcja umożliwia dokonanie selekcji aplikacji już zainstalowanych i uruchamianych w czasie startu systemu.